# 海泉市
海泉市（Ocean Springs）是一處位於密西西比州傑克遜郡的城市，
在2010年的人口普查裡，當地有23,161個居民。
這個市鎮以「藝術社區」而聞名。
它具有歷史的僻靜市區沿路種滿橡樹，有許多店家、畫廊。